# Родика Силвија Стан
Родика Силвија Стан (рум. Rodica Silvia Stan; Клуж, 15. април 1956) румунски је филолог, лингвиста, књижевни научник и професор универзитета за енглески језик, као и британску и америчку књижевност.
Специјализована је за дело једног од најбитнијих викторијанских песника Роберта Браунинга (1812—1899), и објавила је неколико монографија и академских чланака на ту тему у Румунији и иностранству, укључујући и оне у елитним специјализованим научним часописима као што је Studies in Browning and His Circle.

## Биографија
Докторирала је на Универзитету у Сибињу, Румунија, на британској и америчкој књижевности. Објавила је књиге и чланке у Румунији, САД, Јапану, Немачкој, Шпанији, Македонији, Србији и др. Од 2012. објављује лингвистичке и филолошке књиге у Србији, код београдског издавача "Еверест Медиа".
Родика Силвија Стан је професор енглеског језика за посебне примене на Универзитету пољопривредних наука и ветеринарске медицине у Клуж-Напоки, Румунија.
Члан је неколико стручних удружења и асоцијација: од 1998 - “Browning Society”, Далас, Тексас; 1998 - “Browning Club”, Вејко, Тексас; 2002 - Societatea “Studii Aromane”, Клуж-Напока; 2004 HUPE Хрватска; 2012 “Clubul Sanatatii Walmark”...

## Изабрана библиографија (књиге)
- . 1996.  978-973-97647-2-8.
- . 2008.  978-973-751-936-8.
- . 2009.  978-973-751-942-9.
- , "Еверест Медиа".
- Београд. 2013.  978-86-7756-037-9.
- , "Еверест Медиа".
- , "Еверест Медиа".
- , "Еверест Медиа".